# Vestuário na Roma Antiga

Romano vestindo toga.

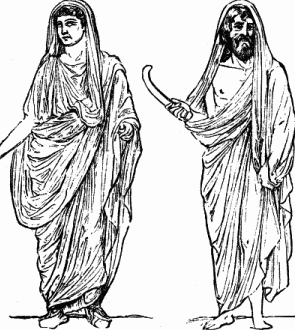
Trajes romanos

Também no vestuário, Roma recebeu influência dos gregos. As roupas mais usadas pelos romanos eram as togas, muito semelhantes ao himation usado na Grécia Antiga.
Em Roma vestia-se uma túnica por baixo e a toga por cima. Essa toga era muito volumosa e suas características possibilitavam a identificação do grupo social do portador através do tamanho, forma ou cor da roupa. Escravos, plebeus e mesmo soldados costumavam usar apenas uma túnica sobre o corpo.

## Cobertura para a cabeça
Os romanos não tinham por hábito cobrir a cabeça, a não ser por ocasião de uma viagem. Nessas alturas poderiam colocar o pétaso (petasus), um chapéu de abas largas, ou o cuculo, um capuz. Quando efetuavam sacrifícios, os homens romanos tapavam as cabeças com uma banda da toga ou do pálio (pallium).
Entre as mulheres existia o hábito de cobrir-se com a palla (um manto comprido que chegava até os pés) quando se deixava a casa. As viúvas utilizavam o ricínio (ricinium), uma espécie de xale.

## Roupa interior
Sabe-se pouco no que diz respeito à roupa interior (indumenta). As mulheres utilizavam uma faixa de tecido no peito chamado fáscia peitoral (fascia pectoralis), mas também designada pelos nomes mamília (mammilia), estrófio (strophium) ou tênia (taenia), e o subligáculo (subligaculum), uma faixa de tecido colocada em volta dos rins. Esta última peça era também usada de início pelos homens, mas foi abandonada.

## Vestuário das crianças
As crianças usavam a toga pretexta, uma toga que possuía uma banda púrpura. A partir dos 17 anos, os rapazes tomavam a toga viril (toga uirilis), evento que significa a entrada na vida adulta e era marcado por uma cerimônia; as meninas usariam a estola (stola) a partir do momento em que se casassem.